# 안드레아 오렐리

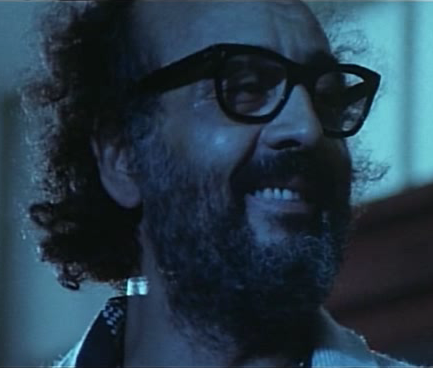

안드레아 오렐리(Andrea Aureli, 1923년 3월 5일 ~ 2007년 11월 5일)는 이탈리아의 연극 배우, 영화배우, 텔레비전 배우이다.
테르니에서 태어났으며 로마에서 사망하였다.

## 영화
- 파프리카 (1991년)
- 모로 사건 (1986년)
- 내 이름은 상하이 조 (1972년)
- 인 프리즌 어웨이팅 트라이얼 (1971년)
- 여자 프랑켄슈타인 (1971년)
- 아디오스 사바타 (1971년)
- 코난 마시스테 (1962년)
- 바이킹들의 최후 (1961년)
- 클레오파트라의 군단 (1959년)
- 한니발 (1959년)